# خیرکوت
خیرکوت (به لاتین: Khairkot) یک منطقهٔ مسکونی در افغانستان است که در ولسوالی زرغون‌شهر واقع شده‌است. خیرکوت ۲٬۱۱۴ متر بالاتر از سطح دریا واقع شده‌است.